# Mendělejevskaja (stanice metra v Moskvě)
Mendělejevskaja (rusky Менделеевская) je stanice moskevského metra na Serpuchovsko-Timirjazevské lince. Denně tudy projde okolo třiceti tisíc lidí.

## Charakter stanice
Tato stanice je podzemní, ražená, trojlodní s ostrovním nástupištěm hluboko založená. Hloubka založení činí 48,5 m. Střední loď má průměr 4,75 m, boční pak 4,25 m. Ze střední lodi vede jeden výstup po eskalátorovém tunelu do podpovrchového vestibulu pod Novoslobodskou ulici. Poté z nástupiště stanice také kolmo k její ose nad jednou z jejích lodí vychází ještě i přestupní chodba na stanici Novoslobodskaja na Kolcevské lince.
Obklad stanice tvoří většinou bílý mramor (spodní část sloupů a stěny za nástupištěm). Kromě něho jsou na stěnách za kolejemi také umístěné i mozaiky, které mají být symbolem pro různé molekulární struktury. Osvětlení je také velmi netradiční a má představovat totéž.
Mendělejevskaja je stanicí z úseku Čechovskaja – Savjolovskaja, otevřena byla 31. prosince roku 1988.